# Pilar López Díez
Pilar López Díez, (Moreda de Aller, 1 de mayo de 1948) es una periodista, investigadora en comunicación y derecho de acceso, asesora en comunicación y género española. Es doctora en Ciencias de la Información por la Universidad Complutense de Madrid. De 2009 a 2011 formó parte del grupo de personas expertas de la Delegación del Gobierno para la Violencia de Género para el asesoramiento y formación de periodistas en el tratamiento de este tema en los medios de comunicación audiovisuales en España. Es autora de numerosas investigaciones y manuales sobre comunicación e igualdad y comunicación y violencia de género.

## Trayectoria
Su vida profesional comenzó como maestra, con niños de Infantil, pero su inquietud por «contar cosas» le impulsó a estudiar Ciencias de la Información en la Universidad Complutense de Madrid donde se licenció y donde se ha doctorado.  Es miembro del Centro de Estudios de la Mujer de la Universidad de Salamanca.
Ya en primer año de carrera, en 1973, empezó a trabajar en la Cadena Ser. Posteriormente trabajó en Onda Madrid y Radio Nacional de España. Desde inicios del 2000 ha investigado y publicado numerosos trabajos sobre comunicación, igualdad y construcción de identidades, y violencia de género.
En 2002 y en 2005 realizó dos investigaciones en el Instituto Oficial de Radio Televisión Española que pusieron en evidencia la infravaloración de la representación femenina en las noticias de las radios y televisiones españolas.
También es autora del Protocolo de actuación periodística y publicitaria sobre igualdad de oportunidades entre mujeres y hombres y tratamiento informativo de la violencia de género de Cantabria firmado por los medios de comunicación y la Asociación de la Prensa de esta comunidad (2007).
De 2006 a 2011 fue profesora de comunicación del curso “Cómo utilizar la voz en la comunicación pública”, en la Escuela de Políticas, Comunicación y Nuevos Liderazgos de Cantabria.
De 2009 a 2011 formó parte del grupo de personas expertas de la Delegación del Gobierno para la Violencia de Género, para el asesoramiento y formación de periodistas en el tratamiento de este tema en los medios de comunicación audiovisuales.
Ha realizado asesorías para diversos medios de comunicación: En 2008 asesoró al diario Público en los contenidos del Decálogo y del Manual para redactar noticias sobre violencia de género, único código autorregulatorio sobre el tema en España, y que obliga a la redacción a su cumplimiento. En 2010 asesoró al Consejo Profesional de Canal Sur Televisión y Canal Sur 2 de Andalucía en los contenidos del Código de Conducta Profesional para las Informaciones sobre Violencia Machista.
En diciembre de 2015 presentó junto a la periodista Magda Bandera un nuevo decálogo contra la violencia de género en los medios de comunicación.
También imparte con frecuencia cursos y conferencias sobre alfabetización audiovisual para asociaciones y grupos de mujeres y ONG’s.

## Comunicación y violencia de género
Desde principios del año 2000 ha realizado numerosas investigaciones sobre el tratamiento de la imagen de las mujeres en los medios de comunicación y la violencia de género. 
López Díez defiende que la violencia masculina contra las mujeres es un tema político y así debería ser tratado en los medios de comunicación, de la misma manera que se trata la violencia terrorista y que no habría violencia masculina si se educara en igualdad. Niños y niñas -considera- van a reflejar en la edad adulta los arquetipos aprendidos en la infancia. También destaca el papel clave de los medios: "si los medios de comunicación respetasen a las mujeres y lo femenino de la misma manera que a los hombres y lo masculino".
Desde el año 1999 en España está tipificado por ley que esta violencia es un problema que transgrede el ámbito de lo privado para convertirse en una cuestión política, en cambio, los medios de comunicación lo siguen tratando como un "suceso" indagando muy poco en sus razones de fondo. En relación con el tratamiento del maltratador, considera que es imprescindible que se sitúe el foco sobre él y no sobre la víctima.

## Publicaciones
- Manual de información en género. Instituto Oficial de Radio y Televisión; Ministerio de Trabajo y Asuntos Sociales; Instituto de la Mujer; Editora y asesora de contenidos Pilar López Díez; Coordinación general del proyecto Miguel Ángel Ortiz Sobrino; Coordinación técnica Juan Cuesta Rico y Virginia Martínez Marín.- Madrid: Instituto RTVE; RTVE, 2004. ISBN 84-88788-55-X

- La violencia contra las mujeres desde la perspectiva de género en el programa "Tolerancia cero" de Radio 5. Instituto RTVE. RTVE, 2007. D.L. M 6684-2007[9]
- Los medios y la representación de género: algunas propuestas para avanzar. Feminismo/s, 11, junio 2008, pp. 95-108
- Los medios de comunicación y la violencia de género
- Los medios de comunicación y la publicidad como pilares fundamentales para lograr el respeto a los Derechos Humanos de las mujeres Archivado el 12 de julio de 2016 en Wayback Machine.. 2005. Estudios multidisplinarios de Género
- Deporte y mujeres en los medios de comunicación Archivado el 12 de julio de 2016 en Wayback Machine.. 2011